# Dave Young
Dave Young (Akron, Ohio; 9 de febrero de 1959-21 de noviembre de 2023) fue un jugador estadounidense de fútbol americano que jugó cuatro temporadas con tres equipos en la NFL en la posición de tight end.

## Carrera
A nivel universitario jugó para los Purdue Boilermakers, equipo con el que fue All-American de manera unánime en 1980. Es seleccionado en la segunda ronda del Draft de la NFL en la posición 32 global por los New York Giants, además de ser la segunda selección global de la franquicia solo después de Lawrence Taylor.
En 1983 pasa a jugar con los Buffalo Bills, aunque solo pudo estar en el equipo de práctica y cambiado a mitad de temporada a los Baltimore Colts, y terminaría su carrera en 1984 con los Indianapolis Colts.